# Neoitamus lascus
Neoitamus lascus är en tvåvingeart som först beskrevs av Walker 1849.  Neoitamus lascus ingår i släktet Neoitamus och familjen rovflugor. Inga underarter finns listade i Catalogue of Life.